# Anders Nummedal

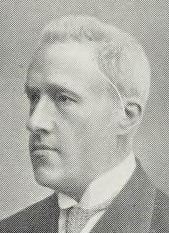
Anders Nummedal

Anders Johnsen Nummedal, född den 27 januari 1867 i Vik, Sogn og Fjordane, död den 6 mars 1944, var en norsk arkeolog.
Nummedal tog kandidatexamen (candidatus realium) 1900 och blev senare överlärare i Kristiansund. 1922 upprättades en personlig konservatorsställning för honom vid Oldsaksamlingen i Oslo. Nummedal arbetade så gott som uteslutande med granskning av de norska stenålderskulturerna och är särskilt känd för upptäckten av Fosnakomplexet och Komsakulturen. Han företog också undersökningar i Oslofjord-distriktet, bland annat av högt liggande äldre stenåldersboplatser i Østfold.